# O Último Messias
Den sidste Messias (em português: O Último Messias), publicado em 1933, é um dos ensaios e conceitos mais significativos de Peter Wessel Zapffe, que resume os pensamentos de seu livro, Om det tragiske, e, como uma teoria descreve uma reinterpretação do Übermensch de Friedrich Nietzsche. Zapffe acreditava que a angústia existencial na humanidade era o resultado de um intelecto excessivamente evoluído, e que as pessoas superavam isso ao "limitar artificialmente o conteúdo da consciência".

## A condição humana
Zapffe vê a condição humana como tragicamente superdesenvolvida, chamando-a de "um paradoxo biológico, uma abominação, um absurdo, um exagero de natureza desastrosa". Zapffe via o mundo como algo além da necessidade de significado da humanidade, incapaz de fornecer qualquer uma das respostas às questões existenciais fundamentais.
A tragédia de uma espécie que se torna imprópria à vida devido ao desenvolvimento excessivo de uma habilidade não é uma exclusividade da humanidade. Pensa-se, por exemplo, que em épocas paleontológicas certos alces sucumbiram ao desenvolver chifres demasiado pesados. As mutações são cegas e operam e manifestam-se sem qualquer interesse pelo ambiente.

Nos estados depressivos, a mente pode ser vista à imagem de tal chifres, os quais, em todo o seu fantástico esplendor, imobilizam o seu portador ao chão.— The Last Messiah
Ao longo do ensaio, Zapffe faz alusão a Nietzsche, "o caso modelo, por assim dizer, de ver demais para a própria sanidade".
Depois de colocar a fonte da angústia no intelecto humano, Zapffe procurou então o porquê de a humanidade não ter simplesmente perecido. Ele concluiu que a humanidade "executa, para estender o sentido de uma frase consabida, uma repressão mais ou menos auto-consciente de seu excesso prejudicial de consciência" e que isso era "uma exigência de adaptabilidade social e de tudo o que é comumente considerado saudável e normal na vida". Ele forneceu quatro mecanismos definidos de defesa que permitem ao indivíduo superar seu fardo de intelecto.

## Remédios contra o pânico
- O isolamento é o primeiro método que Zapffe observou, ele o definiu como "uma rejeição totalmente arbitrária da consciência de todos os pensamentos e sentimentos perturbadores e destrutivos" e cita "Não se deve pensar, é apenas confuso" como um exemplo.[1]
- A ancoragem, de acordo com Zapffe, é a "fixação de pontos no interior, ou a construção de paredes ao redor, a briga líquida da consciência". O mecanismo de ancoragem fornece aos indivíduos um valor ou um ideal que lhes permite concentrar suas atenções de maneira consistente. Zapffe comparou esse mecanismo ao conceito de mentira vital do dramaturgo norueguês Henrik Ibsen da peça The Wild Duck, em que a família alcançou um modus vivendi tolerável ao ignorar os esqueletos e permitir que cada membro vivesse em um mundo de sonhos próprio. Zapffe também aplicou o princípio de ancoragem à sociedade e afirmou "Deus, a Igreja, o Estado, a moralidade, o destino, as leis da vida, o povo, o futuro" são exemplos de firmamentos coletivos primários de ancoragem. Ele notou falhas na capacidade do princípio de abordar adequadamente a condição humana, e advertiu contra o desespero provocado resultante da descoberta de que o mecanismo de ancoragem de alguém era falso. Outra deficiência da ancoragem é o conflito entre os mecanismos de ancoragem contraditórios, que, segundo Zapffe, levará a um niilismo destrutivo.[1]
- A distração é quando "se limita a atenção aos limites críticos, constantemente cativando-a com impressões".[1] A distração concentra toda a energia de alguém em uma tarefa ou ideia para impedir que a mente se feche em si mesma.
- A sublimação é o redirecionamento da energia para longe das saídas negativas, em direção às positivas.

Através de dons estilísticos ou artísticos, a própria dor de viver às vezes pode ser convertida em experiências valiosas. Impulsos positivos confrontam o mal e põem-no a serviço dos seus próprios fins, agarrando-se aos seus aspectos pictóricos, dramáticos, heroicos, líricos ou até mesmo cômicos... Para escrever uma tragédia, temos de algum modo de nos libertar — de trair — o próprio sentimento da tragédia e considerá-lo através de uma perspectiva externa, por exemplo estética. Aqui está, a propósito, uma oportunidade para a mais selvagem das danças através de níveis irônicos cada vez mais altos, num circulus vitiosus mais embaraçoso. Aqui podemos perseguir o nosso ego por numerosos habitats, desfrutando da capacidade dos vários níveis da consciência de dissipar-se mutuamente.

O presente ensaio é uma tentativa típica de sublimação. O autor não sofre, ele está preenchendo páginas e será publicado em um periódico.— The Last Messiah

## O último messias
Zapffe concluiu que "enquanto a humanidade proceder imprudentemente na fatídica ilusão de estar biologicamente fadada ao triunfo, nada de essencial mudará". A humanidade ficará cada vez mais desesperada até que "o último messias" chegue, "o homem que, como o primeiro de todos, ousou desnudar sua alma e submetê-la viva ao pensamento extremo da linhagem, a própria ideia de fim. Um homem que tem compreendido a vida e seu terreno cósmico, e cuja dor é a dor coletiva da Terra". Zapffe compara seu messias a Moisés, mas em última análise rejeita o preceito de “frutificai e multiplicai-vos e enchei a terra”, dizendo: “Conheçam-se a si mesmos - sejam inférteis e deixem a terra silenciar-se depois de vós”.

## Influência
Em seu livro The Conspiracy Against the Human Race, o escritor de terror e filósofo Thomas Ligotti refere-se frequentemente a "O Último Messias" e cita seções do ensaio, usando o trabalho de Zapffe como um exemplo de pessimismo filosófico.

## Leitura complementar
- Niilismo
- Crise existencial